# Lasioglossum naitoi
Lasioglossum naitoi là một loài Hymenoptera trong họ Halictidae. Loài này được Ebmer & Maeta mô tả khoa học năm 1994.